# Бикше, Айгарс
Айгарс Бикше (латыш. Aigars Bikše; род. 8 февраля 1969, Рига) — латвийский скульптор и политик.

## Биография
Окончил гимназию в Юрмале (1984) и Рижский колледж прикладного искусства (1990). В 1993—1998 гг. руководил художественным кружком в Юрмальском центре юных друзей природы, одновременно учился в Латвийской академии художеств. С 1998 года преподаёт там же, в 2006—2017 гг. заведовал отделением пластического искусства, одновременно в 2011—2017 гг. заведовал кафедрой дизайна моды; с 2007 г. профессор.
В 2004, 2008 и 2012 гг. был сокуратором Рижской квадриеннале скульптуры.

## Творчество
Выставляется как скульптор с 1990 года. В 2001 году принял участие в выставке новейшего латвийского искусства «Новая реальность. Идентификация» на ярмарке «Арт-Москва», выставив объект «Похищение Евразии»: «огромная надувная инсталляция (разухабистая кукла на спине башнеобразного быка) то раздувалась, то сдувалась, отчего Евразия то безвольно обмякала на спине рогатого чудовища, то с энтузиазмом вскидывалась».
Наиболее известные работы Бикше связаны с провокативными вторжениями в городскую среду. Так, в 2016 году на рижском перекрёстке, по дороге из городского аэропорта в центр города, Бикше установил скульптуру «Приемлемые и неприемлемые аспекты идентичности в праздничном оформлении» (латыш. Identitātes pieņemtie un nepieņemamie aspekti svētku noformējumos) в виде пятиметровой полиуретановой темнокожей девушки в национальном латышском костюме и с зайцем в руке. В 2017 году в рижском Ботаническом саду установлена шестиметровая «Девочка с туфелькой» из алюминия и дерева. В 2018 году Бикше установил перед зданием Национальной библиотеки памятник «Два Райниса», изображающий классика латышской литературы Райниса в удвоенном виде (на двух концах длинной скамейки сидит по Райнису — один большой, другой маленький). Бикше поясняет:
При восприятии этого памятника очень важна точка зрения. Если вы посмотрите на него с одного конца, вам покажется, что оба Райниса одной величины, а если с другого — один станет громадным, а другой — ничтожно маленьким. Это очень важно для современного человека — понять, что существует много разных точек зрения, что всё зависит от места, откуда ты смотришь на мир, и что твой ракурс далеко не единственный.
В июне 2020 года широкое внимание привлекла установленная перед зданием Латвийской академии художеств скульптура Бикше «Медики — миру», выполненная из пенопласта и предназначенная для того, чтобы поблагодарить работников здравоохранения за их самоотверженную борьбу с пандемией COVID-19. В декабре 2020 года уже студент Бикше, молодой скульптор Александр Мариноха, установил на одной из рижских улиц гигантскую чернобурую лису. В июне 2021 года поставил в одном из центральных парков Риги «Храм глобального потепления» в виде деревянной избушки с шатающимся под входящими полом.
Айгарсу Бикше также принадлежит дизайн трёх коллекционных монет Банка Латвии: «100 лет олимпийским играм», «Янтарная монета», «90 лет Латвии»; как отмечается в связи с этим на официальном сайте Банка Латвии, Бикше — художник-провокатор, но он может быть и другим.

## Политическая активность
На парламентских выборах 2018 года входил в список социально-либеральной группы партий «Развитие/За!», однако оказался за пределами проходной части списка. В преддверии выборов выступил с рядом заявлений о необходимости более доброжелательного диалога между латышами и живущими в Латвии русскими.
18 декабря 2020 года получил депутатский мандат Сейма Латвии вместо Артура Тома Плеша, сложившего депутатские полномочия в связи с назначением на министерский пост. При этом Бикше заявил:
Гражданская активность и творчество идут рука об руку. Как скульптор, я создавал арт-проекты, которые рассказывают о текущих событиях в обществе и вызывают дискуссии. И на работе в Сейме, как и в публичном пространстве города, я буду говорить о важном и защищать культурный сектор и творческих людей.
25 мая 2021 года выступил с резонансным заявлением о том, что в ответ на принудительную посадку в Минске самолёта с белорусским оппозиционером Романом Протасевичем Латвия должна задержать сборную Белоруссии по хоккею, принимавшую в это время участие в Чемпионате мира по хоккею в Риге; задержанных хоккеистов Бикше предложил обменять на латвийско-белорусской границе на всех белорусских политических заключённых. Потребовав перейти в борьбе с режимом Александра Лукашенко в Белоруссии от символических жестов к реальным мерам, Бикше заявил: «Нам нечего терять, мы уже потеряли слишком много свободы, самоуважения и гордости».
На парламентских выборах 2022 года вновь баллотировался от блока «Развитие/За!», но блок не преодолел пятипроцентного барьера и не попал в парламент.